# Gàlag nan
El gàlag nan (Galagoides demidoff), és una espècie de primat de la família dels galàgids que habita Angola, Benín, Burkina Faso, Burundi, el Camerun, la República Centreafricana, la República del Congo, la República Democràtica del Congo, Costa d'Ivori, Guinea Equatorial, el Gabon, Ghana, Guinea, Libèria, Mali, Nigèria, Ruanda, Sierra Leone, Tanzània, Togo, Uganda i, possiblement, Kenya i Malawi.